# Карола Ваза
Карола Ваза (швед. Carola av Wasa), (нар. 5 серпня 1833 — пом. 15 грудня 1907) —  донька принца Густава Вази та Луїзи Амелії Баденської, дружина короля Саксонії Альберта.

## Життєпис
Карола народилась 5 серпня 1833 року у палаці Шенбрунн у Відні. Вона була донькою принца Густава Вази, уродженого Густава Шведського, та його дружини Луїзи Амелії Баденської. Старший брат Людвіг помер до її народження. Коли дівчинці було одинадцять, її батьки розлучилися.
У тринадцять Каролу змальовували як чарівну та освічену принцесу. Вона була красивою дівчиною із блакитними очима та чорними віями. Розмовляла англійською, німецькою, французькою та трохи шведською мовою.
У 1850-х її руки домагався сам імператор Наполеон III. Проте, батько відхилив цю пропозиці через  політичну ситуацію у Франції, яку вважав надто нестабільною, та історичну ворожнечу двох сімей. Коли, 20 років потому, Наполеон втратив владу, Густав заявив: «Як точно я це передбачив!». Влаштуванням особистого життя доньки він зайнявся за допомогою імператора Франца Йозефа I. До Відня запросили саксонського принца Альберта.

1852, проти батьківського бажання, Карола перейшла у католицтво. 

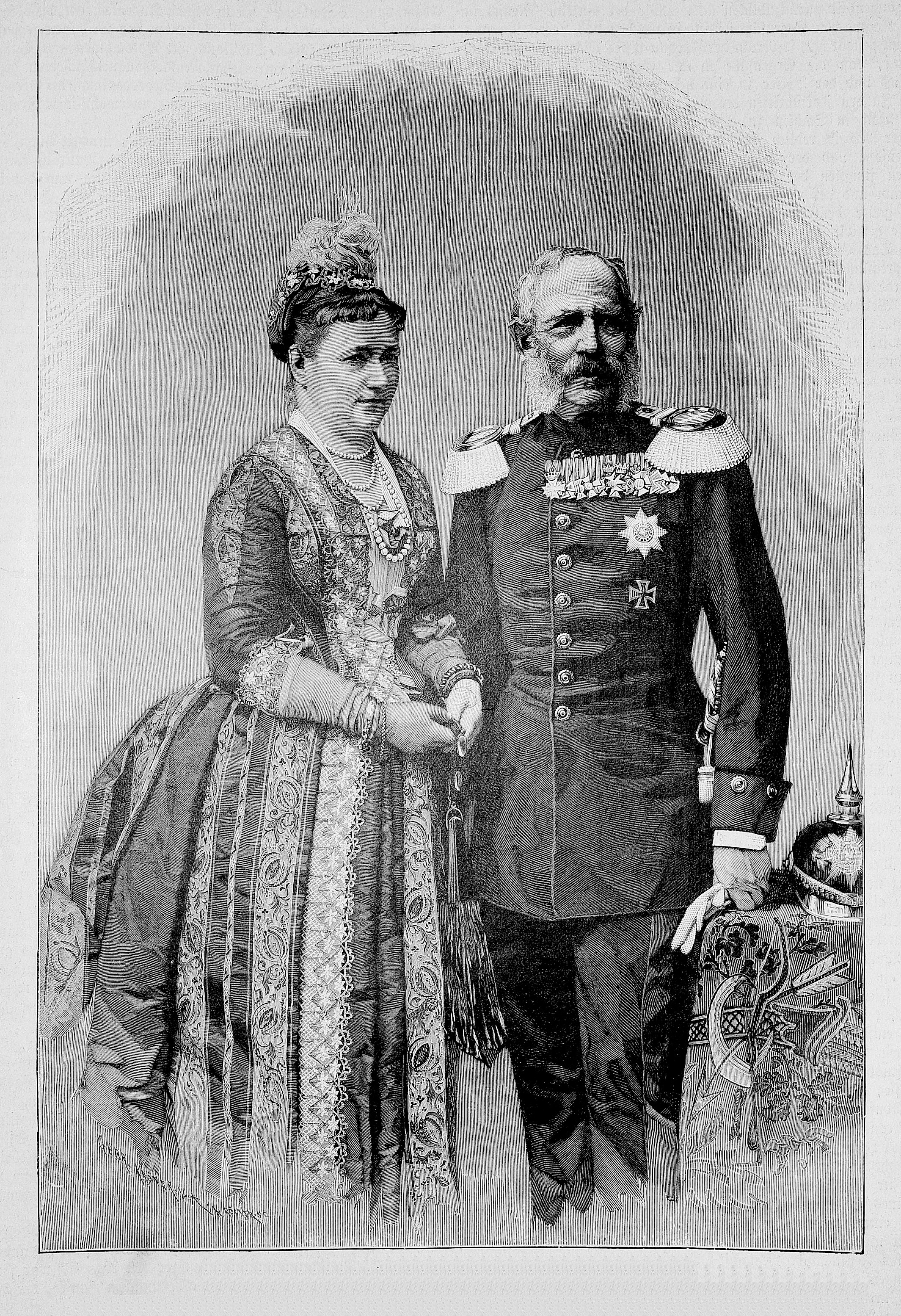
Королева Карола із чоловіком у 1889

18 червня 1853 19-річна принцеса вийшла заміж за Альберта Саксонського. Весілля відбулося у Дрездені. Дітей у подружжя не було. Із батьками чоловіка, Йоганном Саксонським та Амалією Августою Баварською, у Кароли склалися приязні відносини. У важких ситуаціях вони завжди підтримували одне одного. Наступного року після весілля її свекор став королем, а чоловік — кронпринцем і головою державної ради.
В Саксонії Карола прославилася своєю благодійницькою діяльністю.
У війні із Пруссією 1866 року Альберт очолював всю саксонську армію. Його мужність відзначали навіть вороги. Карола ж відвідувала саксонські польові шпиталі у Відні. 1867-го, разом із своєю подругою Марі Сімон, вона заснувала «комісію Альберта», яка складалася з жінок, що надавали допомогу хворим та пораненим. А 1869-го — школу для медсестер. Ця організація надавала допомогу військовим у  Франко-прусській війні 1870.

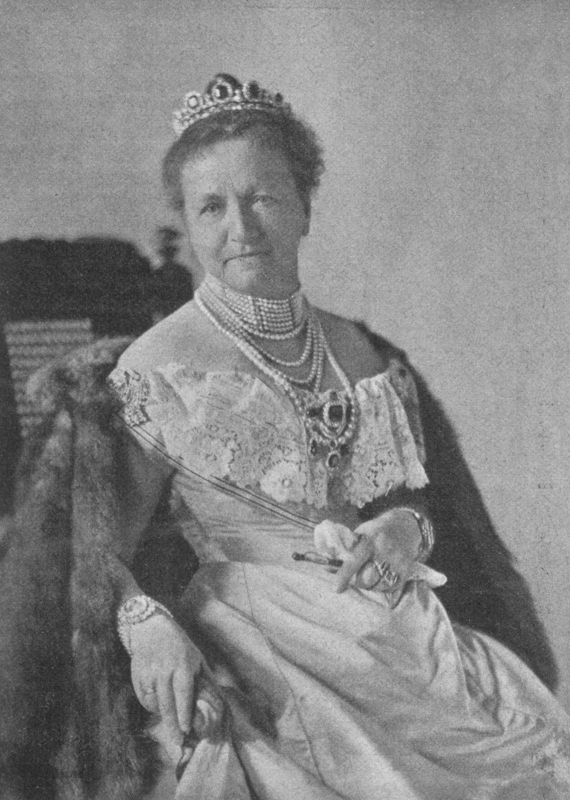
Карола Ваза (1902)

Альберт брав у цій війні участь під проводом Фрідріха Карла Прусського. Після поразки Франції, Карола супроводжувала чоловіка у Комп'єнь, де грала роль гостинної господині для солдат переможної армії.
1873-го Йоганн помер, королем Саксонії став Альберт. Його правління не відзначено великими подіями, оскільки він чурався великої політики. Карола ж продовжувала благодійницьку діяльність. Вона заснувала численну кількість лікарень, шкіл, будинків для інвалідів, і стала дуже популярною серед народу.
У 1884 році відбулося примирення династій Ваза та Бернадотів. Гробниці діда, батька та старшого брата Каоли були перевезені до Стокгольму і перепоховані у королевському склепі. 1888 саксонські король та королева особисто відвідали Швецію.
Альберт помер 1902 року. Королем став його молодший брат Георг. Вдовіюча королева Карола пішла з життя п'ять років потому,  15 грудня 1907 у Дрездені. Похована у католицькій церкві королівського двору Саксонії.